# MediaInfo
MediaInfo és un programa lliure i de codi obert que mostra informació tècnica sobre arxius multimèdia, així com informació de les etiquetes de diversos arxius d'àudio i vídeo. És utilitzat per molts programes com XMedia Recode, MediaCoder, EMule, i K-Lite Codec Pack. Aquest pot ser fàcilment integrat dins de qualsevol programa utilitzant la DLL proporcionada MediaInfo.dll. MediaInfo suporta molts formats populars de vídeo (com AVI, WMV, QuickTime, Real, DivX, XviD) així com formats menys coneguts com ara MKV i WebM. En 2012 MediaInfo 0.7.57 va ser distribuït també en el format Portableapps.com.
MediaInfo proveeix una línia d'ordres per mostrar la informació en totes les plataformes suportades. Addicionalment, es proveeix una interfície gràfica per veure la informació en Microsoft Windows i Mac OS X. Els usuaris que desitgen tenir la versió gràfica de Windows poden escollir descarregar l'instal·lador amb OpenCandy per donar suport als creadors del programari.
Des de la versió 17.10 s'utilitza l'historial de versions d'acord amb l'any imes de llançament, sent l'última amb historial de versions la versió 0.7.99.

## Informació tècnica
MediaInfo revela informació com la següent:
- General: Títol, autor, director, àlbum, número de pista, data, durada.
- Vídeo: còdec, relació d'aspecte, fotogrames per segon, taxa de bits.
- Àudio: còdec, taxa de mostreig, canals, idioma, taxa de bits.
- Text: subtítol, idioma del subtítol
- Capítols: nombre de capítols, llista de capítols[5]

MediaInfo 0.7.51 i les versions més recents retornen la informació del còdec opcionalment des de les etiquetes o per anàlisis. Pot donar-se el cas que etiquetes errònies facin que es mostri informació errònia.
L'instal·lador de MediaInfo va ser anteriorment inclòs amb OpenCandy. Com sigui, es pot instal·lar el programa sense necessitat d'instal·lar l'OpenCandy. Des d'abril de 2016 ja no es dona més aquest cas.

### Formats d'entrada acceptats
MediaInfo és únicament compatible amb els arxius d'àudio o vídeo que incloguin els següents còdecs:
- Vídeo: MXF, MKV, OGM, AVI, DivX, WMV, QuickTime, RealVideo, MPEG-1, MPEG-2, MPEG-4, DVD-Video (VOB), DivX, XviD, MSMPEG4, ASP, H.264 (MPEG-4 AVC)
- Àudio: Ogg, MP3, WAV, RealAudio, AC3, DTS, AAC, M4A, AU, AIFF
- Subtítols: SRT, SSA, ASS, SAMI

### Sistemes operatius
MediaInfo suporta Microsoft Windows XP o major, Mac US X, Solaris i moltes distribucions Linux i BSD. MediaInfo també proveeix el codi font, així que pràcticament qualsevol sistema operatiu o plataforma pot ser suportat. Existeix una vella versió, la 0.7.60 que pot ser executada amb Windows 95 i Windows 2000.
Hi ha un fil de Doom9 per als desenvolupadors de MediaInfo donant suport per a les implementacions simplificades i modificades.

## Llicència
Des de la versió 0.7.62 la biblioteca MediaInfo va ser llicenciada sota la GNU Lesser General Public License, mentre que la GUI i la CLI van ser llicenciades sota els termes de la GNU General Public License.